# أنطونيو مونيوز (تنس)
أنطونيو مونيوز (بالإسبانية: Antonio Muñoz)‏ مواليد 1 مارس 1951 في برشلونة، هو لاعب كرة مضرب إسباني سابق وكان يلعب باليد اليمنى. أعلى تصنيف له في الفردي كان المركز الـ 74 في سنة 1973.

## روابط خارجية
- أنطونيو مونيوز على موقع رابطة محترفي التنس (الإنجليزية)
- أنطونيو مونيوز على موقع الاتحاد الدولي لكرة المضرب (الإنجليزية)
- أنطونيو مونيوز على موقع كأس ديفيز (الإنجليزية)
- أنطونيو مونيوز على موقع خلاصة التنس.كوم (الإنجليزية)